# Sarah Benchimol
Sarah Benchimol (Rio de Janeiro, 1950) é uma compositora brasileira. Sarah já participou de várias trilhas sonoras entre público adulto e infantil.

## Músicas
- Acreditar (com Joanna e Ronaldo Malta)
- Afluentes (com Fhernanda e Guaracy Rodrigues)
- Ame (com Joanna e Tony Bahia)
- Bibelô (com Joanna)
- Bicicleta (com Victor Pozas)
- Campo Verde (com Rosinha de Valença)
- Clara Paixão (com Nonato Buzar e Rosinha de Valença)
- Como Você (com Chico Anysio)
- Coração Cadeado (com Joanna Sarah Benchimol)
- Decisão (com Joanna e Sarah Benchimol)
- Descaminhos (com Joanna)
- Desengano (com Joanna e Tony Bahia)
- Diz Quem me diz (com Joanna e Guará)
- Doce Bandido (com Joanna e Tony Bahia)
- Estrela-guia (com Joanna)
- Gente Fina, Mas... (com Alceu Maia)
- Gosto de Viola (com Joanna e Tony Bahia)
- Infinitas Estrelas (com Joanna e Tony Bahia)
- Louco Querer (com Fhernanda)
- Loucura (com Joanna e Tony Bahia)
- Luzes (com Joanna e Tony Bahia)
- Marajó (com Fhernanda)
- Momento (com Joanna)
- Neblina (com Joanna e Fafy Siqueira)
- Nunca Mais (com Sarah Benchimol)
- Pecado Venial (com Joanna e Tony Bahia)
- Poucas Palavras (com Joanna)
- Rap do Aniversário (com Fafy Siqueira)
- Refil (com Fernanda)
- Remendos (com Joanna)
- Reviver (com Joanna e Solange Boeke)
- Tão Simples (com Fhernanda)
- Taquicardia (com Fhernanda)
- Te Amando (com Joanna)
- Tempo de Pedra (com Joanna e Guaracy)
- Tentação (com Joanna e Tony Bahia)
- Vai Coração (com Alceu Maia)
- Viver Pra Viver (com Chico Anysio)